# Aeroportul Norsup
Aeroportul Norsup (IATA: NUS, ICAO: NVSP) este un aeroport din Norsup⁠(d), Vanuatu ce deservește zona Lakatoro⁠(d).
Situat la o altitudine de 7 m, aeroportul dispune de o singură pistă.